# Johninnesite
La johninnesite è un minerale appartenente al gruppo della deerite-howieite.